# Mela Koteluk
Mela Koteluk, vlastním jménem Malwina Koteluk, (* 3. července 1985, Sulechów, Polsko) je polská zpěvačka.

## Životopis
Mela Koteluk začínala jako sborová zpěvačka a v počátcích své kariéry spolupracovala se Scorpions a Gabrielou Kulkou. V roce 2003 se umístila na druhém místě v soutěži "Pamiętamy o Osieckiej". V roce 2012 vydala své debutové album Spadochron.
V roce 2013 získala 2 ceny Fryderyk v kategoriích objev roku a umělec roku.